# نصرت الدين أحمد
نصرة الدين أحمد كان حاكمًا هزاراسبيًا (أتابكًا) للرستان من عام 1296 إلى عام 1330. وقد خلف والده أفراسياب الأول بعد إعدام الأخير بأمر من سيدهم حاكم الإيلخانات غازان (حكم. 1295–1304). قبل صعوده إلى العرش، أمضى نصرة الدين أحمد وقتًا طويلًا رهينة في بلاط الإلخانات. وبعد وفاته خلفه ابنه ركن الدين يوسف شاه الثاني.
كان نصرة الدين أحمد راعيًا بارزًا للأدب الفارسي، حيث كُرِّست له ثلاثة أعمال. التاريخ التاريخي لتجريب السلف، ترجمة فارسية وتعديل إلى الكتاب الفخري العربي، قُدم إلى نصرة الدين أحمد من هندوشاه ناخجواني [الإنجليزية] بعد عام 1323. أما العمل الثاني - وهو أيضًا سجل تاريخي - فكان معجم في آثار ملوك العجم لشرف الدين فضل الله قزويني . وأخيرًا فإن العمل الثالث هو مياري نصرتي، وهي قصيدة كتبها شمس فخري في عام 1313.
في المعجم، يُعتبر نصرة الدين أحمد "الملك الأعظم، حاكم الملوك الفرس، كسرى إيران، وريث السيادة الكيانية، جمشيد العصر، داريوس العصر، ماحي آثار البرامكة"، مما يدل على البيئة الثقافية الإيرانية التي كان جزءًا منها. كما صُور في ضوء إيجابي من مؤرخي بلاط الإيلخانات الشبنكاري وحمد الله المستوفي.